# Strozza
Strozza är en ort och kommun i provinsen Bergamo i regionen Lombardiet i Italien. Kommunen hade 1 068 invånare (2018).